# Saxophone baryton
Pour les articles homonymes, voir Baryton (instrument de musique) et Saxophone.

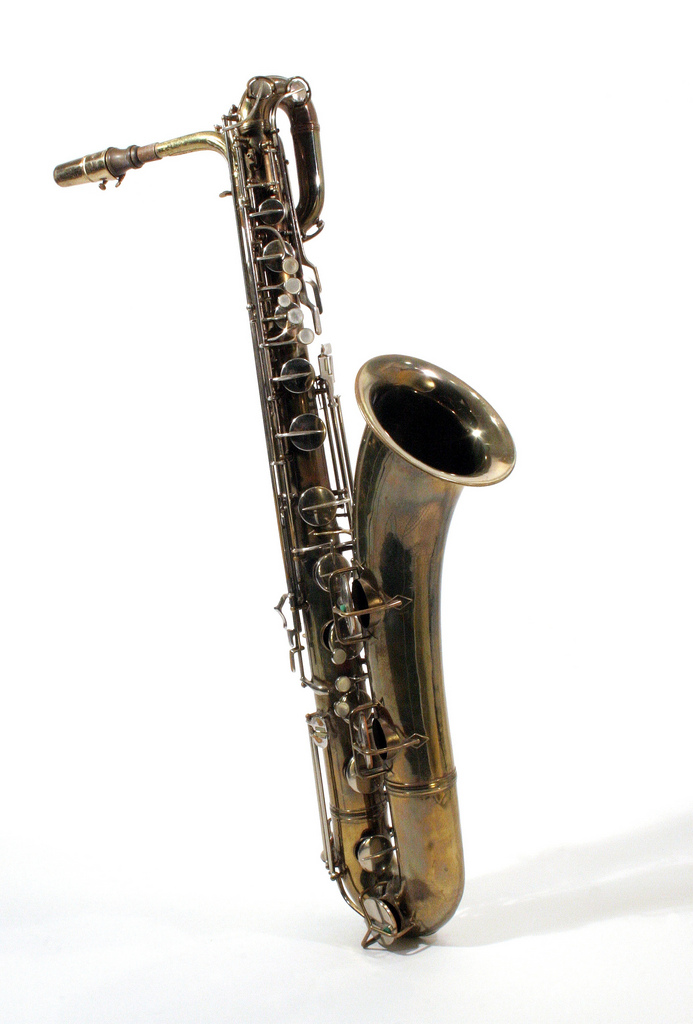
Saxophone baryton Conn ancien

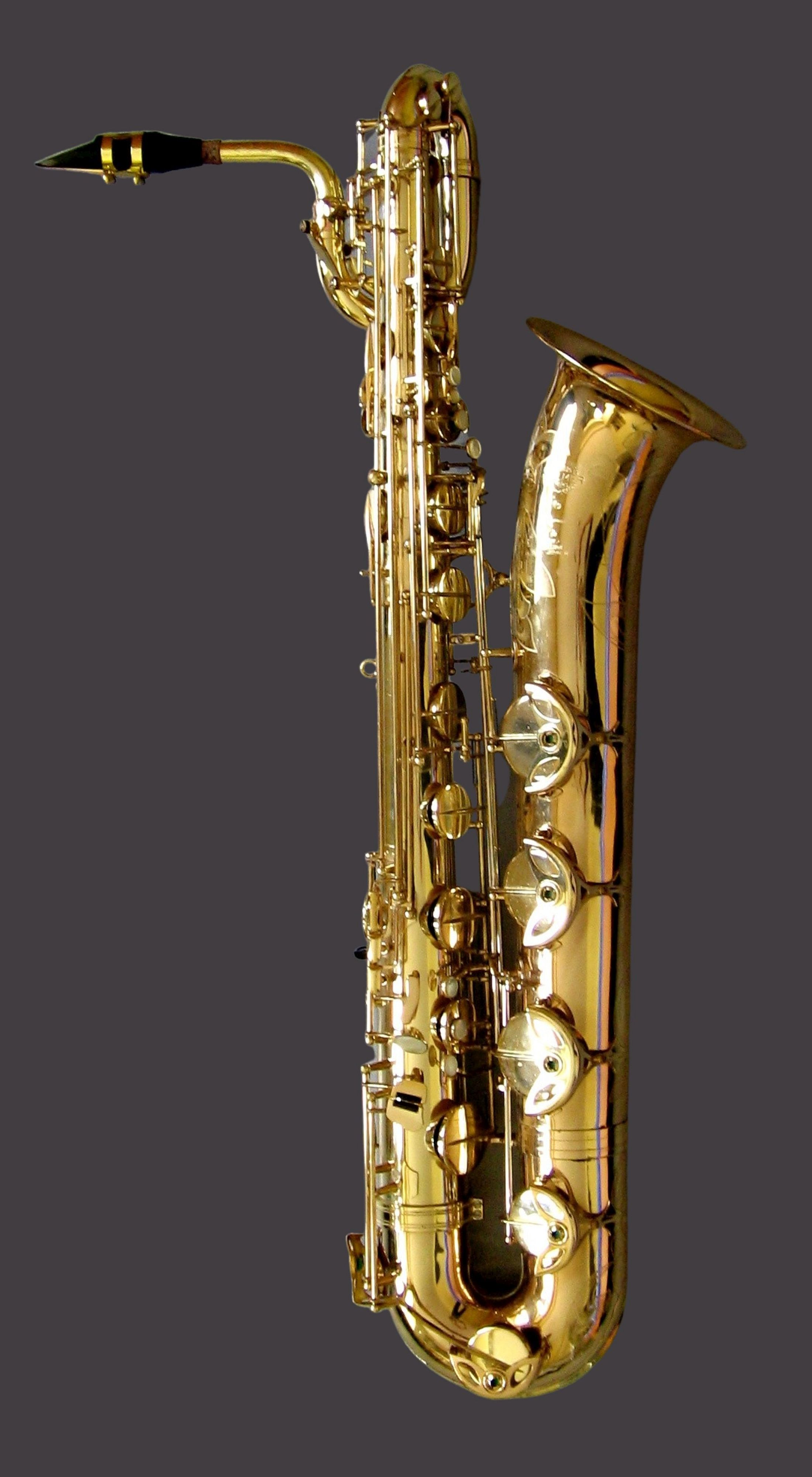
Un modèle récent de saxophone baryton (Selmer)

Le saxophone baryton est un instrument de musique à vent, de la catégorie des "bois" dans la classification classique, des "anches" dans le Jazz et des "cuivres" dans le rythm & blues (comme tous les saxophones), parmi les tessitures les plus graves de la famille des saxophones.

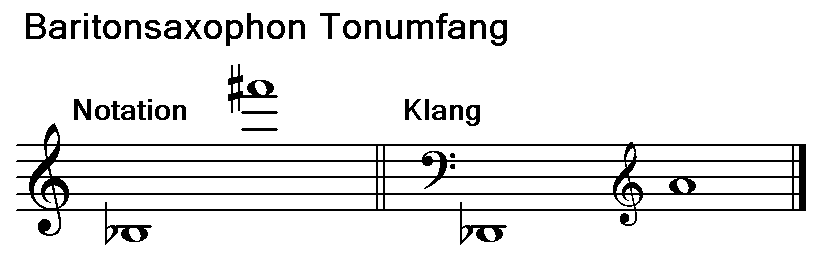
Registre du saxophone baryton (sans le la grave), à gauche joué, à droite entendu réellement

Comme les autres saxophones, le saxophone baryton est un instrument transpositeur. Il sonne une octave en dessous du saxophone alto, en mi{\displaystyle \flat } : le son entendu est une treizième (une octave plus une sixte majeure) en dessous de la note jouée. Historiquement, son registre (notes jouées et non entendues) commençait au si{\displaystyle \flat } grave (sous la portée de clé de sol), mais le corps a été rallongé pour obtenir une note grave supplémentaire, le la grave; les deux modèles sont donc disponibles. Sur les deux photos à droite, on voit que l'ancien Conn a un pavillon plus court tandis que le pavillon du Selmer plus récent remonte plus haut et possède une quatrième clé pour obtenir le la grave. Dans les aigües, il va jusqu'au fa♯ (au-dessus de la même portée). Toutefois, le baryton permet de jouer des notes dans le suraigu, comme les autres saxophones.
Le saxophone baryton se distingue des autres saxophones par son corps supérieur qui comporte une boucle, permettant à l'instrument de conserver une taille raisonnable. Une autre particularité est le doigté qui comporte une clé supplémentaire permettant d'atteindre le la grave, correspondant au do grave du violoncelle (les autres instruments descendant au si{\displaystyle \flat }).
Le poids important de l'instrument fait que les instrumentistes ont parfois recours à un harnais spécial à la place de la simple cordelière utilisée pour les instruments plus légers.
Le saxophone baryton est utilisé en musique classique et particulièrement dans le quatuor de saxophones, dont il est un des membres, avec le saxophone soprano, le saxophone alto et le saxophone ténor. Il est peu utilisé dans les orchestres symphoniques, on peut citer tout de même la « Symphonie no 4 » de Charles Ives, composée en 1910-16. De même, son répertoire solo est peu étendu.
Il est aussi très utilisé dans les orchestres d'harmonie, les orchestres militaires.  En big band (grande formation standard apparue dans les années trente, dont les représentant historiques sont les orchestres de Duke Ellington, Count Basie et Glenn Miller), il intègre la section de saxophones comportant deux altos, deux ténors et un baryton.

## Répertoire
Le répertoire classique du saxophone baryton compte un certain nombre de pièces solo :
- « Le fusain fuit la gomme » de Marie-Hélène Fournier
- « Oxyton » de Christophe Havel
- « Jackdaw » de Wayne Siegel, avec support enregistré
- « Yod » de Bruno Giner
- « Bat » et « Stan » de Christian Lauba
- « Maknongan » de Giacinto Scelsi

Il a connu un engouement tout particulier auprès des compositeurs depuis les années 1990, et figure dans de nombreuses pièces de musique de chambre de formations variées. Entre autres (outre l'important répertoire du quatuor de saxophones) :
- « Etki en Droutzy » de François Rossé pour saxophone baryton et percussion
- « Dream in a bar » de Christian Lauba pour saxophone baryton et percussion
- « DIY » de Bruno Giner pour deux saxophones baryton
- « L'ombre d'un ange » de Marie-Hélène Fournier piano, flûte en sol, saxophone baryton, second clavier et support enregistré

## Quelques barytonistes

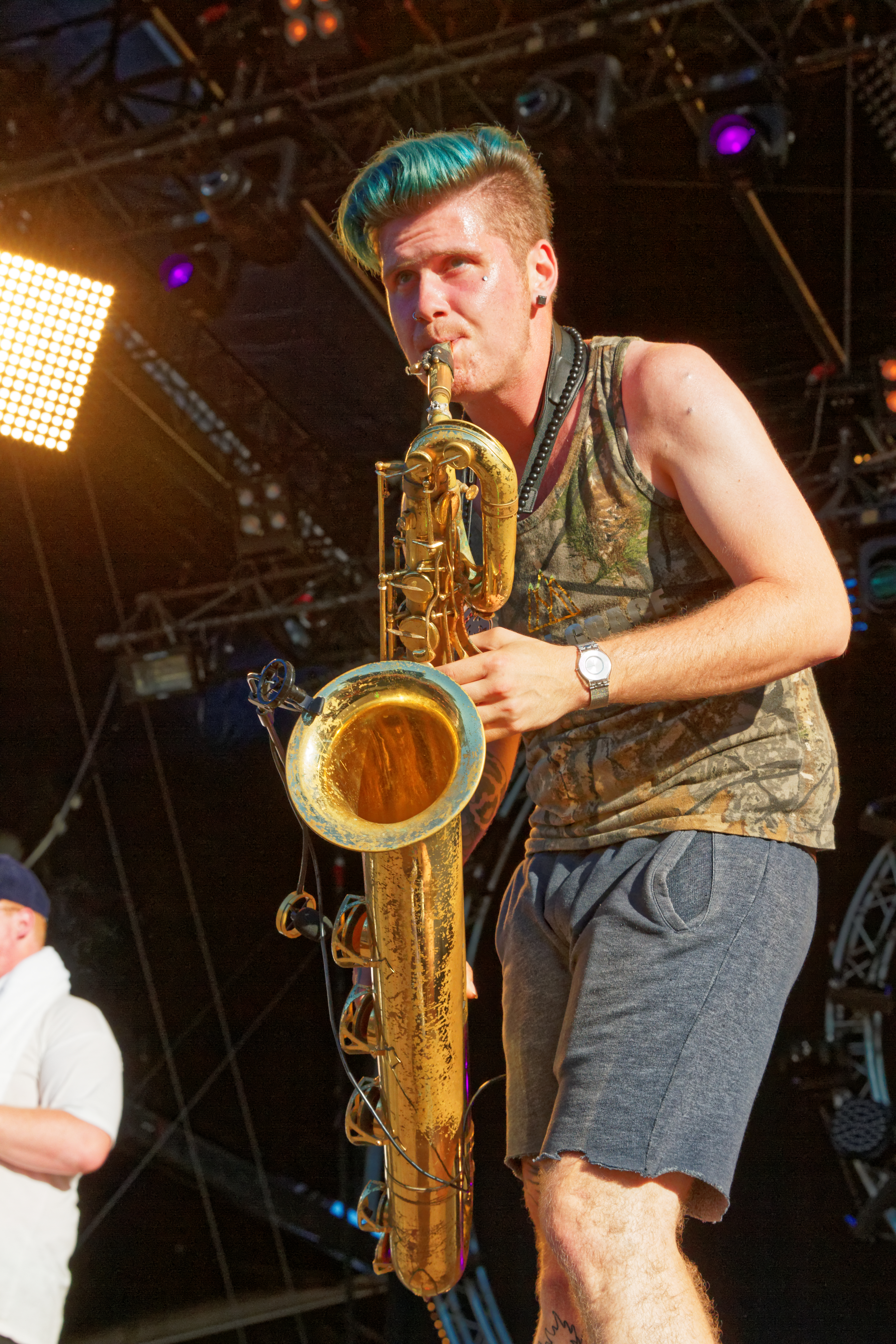
Leo Pellegrino au Festival des Vieilles Charrues 2016.

Bien que quelques musiciens classiques se soient spécialisés dans le baryton (par exemple Jacques Baguet, ou bien Serge Bertocchi), ce sont surtout les musiciens de jazz qui se sont approprié et ont développé le saxophone baryton.
Un des pionniers du baryton en Jazz est Harry Carney, le saxophone baryton du big band de Duke Ellington, qui, loin de se contenter de souligner la ligne de basse, est un soliste de premier plan. Dans les années 1950, Gerry Mulligan, Serge Chaloff, Pepper Adams se sont révélés des maîtres de l'instrument, à partir des année '70 Nick Brignola a montré une virtuosité exceptionnelle sur cet instrument; Ronnie Cuber s'est illustré en Jazz Rock sur cet instrument aux côté , entre autres, des "Brecker Brothers" et de David Sanborn.  Jack Nimitz, dans la section de saxophones "Supersax", a montré au début des années '70 la capacité de l'instrument à jouer une musique très technique, celle de Charlie Parker (saxophone alto), thème et solos écrits et joués avec l'alto lead de la section (cf. le disque "Chasin' the Bird", entre autres).  De nos jours (années 2020), le saxophone est un instrument soliste au même titre que le soprano, l'alto et le ténor.
Plus récemment, Leo Pellegrino s'est approprié l'instrument dans un style "brass house".
Également Mike Terry, saxophoniste baryton attitré des Funk Brothers, orchestre   "maison" de la Compagnie de disques Motown à Détroit, et dont les solos illustrent la plupart des hits de ce label (The Supremes, Martha and the Vandellas, Ray Charles, etc.).